# Weston (Staffordshire)
Weston is een civil parish in het bestuurlijke gebied Stafford, in het Engelse graafschap Staffordshire. In 2001 telde het dorp 849 inwoners.